# روث ألسوب
روث ألسوب ( بالانجليزية : Ruth Alsop ) ولدت 1879 وتوفيت 1976 هي أول امرأة مؤهلة كمهندسة معمارية في ولاية فيكتوريا (أستراليا)
هي ثاني أصغر أطفال ثماني أبناء جون وآن ألس، ولدت في كيو (أستراليا) ، عاشت في إحدى ضواحي ملبورن. بدأت العمل في شركة شقيقها الأصغر رودني التي تدعي كلنجير اند ألسوب ( بالانجليزية : klingender and Alsop ) في عام 1907. ثم انفصلت عنه وأكملت مره أخرى العمل في عام 1912. وواصلت العمل مع الشركة حتى عام 1916 ، عندما أجبرت على الاستقالة لرعاية والديها، كلاهما كانوا مرضي . ظلت ألسوب مسجلة كمهندسة معمارية حتى عام 1927.
روث ألسوب تم تسميتها كانبرا علي شرفها 